# Sociální řád
Sociální řád vyjadřuje ideu uspořádanosti sociálního jednání v rámci sociálního systému nebo sociální rovnováhu mezi jeho jednotlivými složkami (subsystémy). Tento pojem je spojen s některými obecnými sociologickými teoriemi, zejména funkcionalistickými a strukturalistickými.
Myšlenka vytvoření ideálního sociálního řádu vzniká již se vznikem společnosti. Samotný pojem sociální řád však není zcela jednoznačný a můžeme se setkat s jeho odlišnými výklady. Pojem sociálního řádu zavádí jeden ze zakladatelů samotné sociologie Auguste Comte. Podle Comta je sociální řád to, co činí společnost „normální“ a normální společnost je založena na konsensu (udržuje společnost a její systémy v rovnováze a souladu).

## Sociální řád v presociologické filosofii

### Thomas Hobbes
První ucelenější teorii zabývající se sociálním řádem představil Thomas Hobbes. K sociálním jevům přistupoval mechanicky a snažil se determinovat zákony, na jejichž základě funguje lidská společnost. Za ten nejvyšší označil „pud sebezáchovy“. Na počátku sociálního řádu podle něj stojí „přirozený stav“, v němž jsou si všichni lidé rovni, společnost nemá jasně určená pravidla a každý chrání jen své zájmy. Toto uspořádání však vede k absenci norem i hodnot a lidé tak brzy začnou hledat jinou variantu.
Hobbes tedy definuje dvanáct „přirozených zákonů“, které by lidé měli dodržovat, aby se vymanili z „přirozeného stavu“ a získali hodnoty a jistoty, na které se mohou spolehnout. V nich popisuje základní nezcizitelná práva člověka a stanovuje zákaz jejich porušení ze strany kohokoli jiného. Tvrdí, že jejich dodržováním by měl v lidském společenství zavládnout mír. Zároveň si uvědomuje, že tento řád lidé sami od sebe nebudou schopni dodržovat. Z tohoto důvodu uzavírají „společenskou smlouvu“, na jejímž základě se vzdávají velké části své svobody ve prospěch instituce, která má ale za úkol ochránit svobodu lidem zbývající. Tato instituce se nazývá stát a ten lidstvo nutí pravidla „společenské smlouvy“ dodržovat.

## Sociální řád z pohledu významných sociologů

### August Comte
Pojem Sociální řád zavádí August Comte (1798 – 1857). Existence sociálního řádu je tím, co činí společnosti „normální“. Normální společnost je založena na konsensu (centrální pojem sociální statiky), který udržuje společnost v rovnováze a jednotlivé základní systémy v souladu. Konsensus chápe jako vzájemnou provázanost sociálních jevů, která směřuje k sociální rovnováze.
Se zavedením pojmu Sociální řád souvisejí podle Augusta Comte také pojem Sociální statika a sociální dynamika.
Sociální statika má podle Comta v sociologii podobné místo, jaké náleží v biologii anatomii (někdy o ní proto Comte mluví jako o „ sociální anatomii“). Jejím předmětem je vzájemné působení částí sociálního systému, jeho jednotlivých prvků, a to co při nejúplnějším, třebaže jen dočasném odhlédnutí od jejich dynamiky, od jejich neustálého pohybu, proměňování se. Jestliže sociální statika studuje společnost jakoby v klidu v její momentce, v pouhých třech rozměrech, sociální dynamika tomuto studiu dodává rozměr čtvrtý, tedy čas, ve kterém se společnost vyvíjí. Základním pojmem sociální dynamiky je pokrok, jehož zákony se snaží odhalit. Zatímco se sociální statika pokouší odhalit zákony koexistence, píše Comte, hledá sociální dynamika zákony následnosti.
Je-li základním pojmem sociální dynamiky „pokrok“ je jím v sociální statice „řád“ a s ním spojený koncept „konsenzu“, kterým Comte označuje nejen sladění jednotlivých prvků celku (konsenzus je „ pozitivní koncepcí sociální harmonie “), ale také jejich vzájemnou souvislost.

### Karl Marx
K autorům, kteří se pojmem zabývali, patřil i známý německý sociolog, ekonom a filosof Karl Marx. Na vztahy mezi lidmi ve společnosti se díval raději z materialistického než kulturního pohledu. Distribuce bohatství ve společnosti je podle něj základem fungování „společenského řádu“. Dokud je nerovnoměrná, tento řád nemůže fungovat ani setrvat, a proto prochází neustálými periodickými změnami. Tyto změny zajišťuje „třídní boj“ mezi „chudými“ a „bohatými“. Tyto změny podle něj dokazují, že neexistuje soubor norem a hodnot sdílených celou společností. Ta se rozvrstvuje jen na základě majetku.

### Talcott Parsons
Další ucelenější pohled na sociální řád přinesl Talcott Parsons. Jeho pojetí společnosti, které rozvíjí na základě idejí funkcionalismu, lze brát jako pokus o vytvoření protiváhy k teorii marxismu-leninismu. Základem všech zákonitostí a řádu ve společnosti jsou tedy podle Parsonse kulturní normy a hodnoty sdílené jednotlivými skupinami v populaci, na jejichž základě je vytvořen „přirozený řád“. Rozdělení moci či legislativa v těchto skupinách jsou potom podle něj institucializováním těchto hodnot.

### David Lockwood
Současnější pojetí sociálního řádu můžeme najít u Davida Lockwooda (1929–2014). Ten odhalil nedostatky v teoriích Karla Marxe a Émile Durkheima, na jehož myšlenky navazoval Talcott Parsons. Durkheim se podle něj nedokáže při svých závěrech o kulturním základě řádu ve společnosti vyvarovat čistě materiálních východisek, zatímco Marx nedokáže fungování kapitalistických společnosti vysvětlit jinak než s použitím kulturní hodnotové shody. Východiskem je podle něj při zkoumání společenského řádu upustit od vševysvětlujících teorií a klást důraz na dílčí složky tvořící celek – sociální řád.

## Deviace a sociální řád
Deviace je činnost, která není konformní vůči normám dodržovanými většinou, a tudíž se vymyká ze sociálního řádu. Koexistenci s ostatními lidmi, a tedy udržování sociálního řádu, umožňují sociální sankce. Tyto sankce mají sloužit k posilování platnosti normativního vzorce skupiny, kolektivu nebo sociálního společenství a tedy zamezovat různým formám deviací. Sankce můžeme rozlišit na formální a neformální. Formální sankce jsou vázány na přesně vymezené postupy formulované písemně nebo udržované přísně stanovenými pravidly, neformální sankce jsou pak prováděny spontánně mimo racionálně specifikované postupy. Americká novinářka Jane Jacobsová ve svém díle Smrt a život amerických velkoměst uvedla jako příklad neformální sankce to, že se lidé ve městech navzájem bedlivě sledují a tím se i navzájem kontrolují.
Přesto deviace nemusí být vždy nutně negativní věc, proti které by se měly sankce uplatňovat. Anthony Giddens udává za příklad politické ideály jako jsou svoboda jedince a rovnost příležitostí, které byly ve své době důrazně odmítány, a dnes jsou již normou. Deviaci také uvádí jako prostředek k provedení určitých změn v sociálním řádu.